# Maya Georgieva
Maya Vladimirova Georgieva (búlgaro: Мая Владимирова Георгиева) (Sofía, 7 de mayo de 1955-21 de septiembre de 2023) fue una jugadora búlgara de voleibol. 

## Carrera deportiva
Su apellido de casada es Stoeva (Стоева). Fue internacional con la Selección femenina de voleibol de Bulgaria. Compitió en los Juegos Olímpicos de Moscú 1980 en los que ganó la medalla de bronce y jugó los cinco encuentros.